# Assassin's Creed: Altaïr's Chronicles
Assassin's Creed: Altaïr's Chronicles är ett plattformsspel släppt till Android, Nintendo DS, IOS, Symbian, webOS och Windows Phone 7. Det är en uppföljare till spelet Assassin's Creed från 2007. Spelet är utvecklat av Gameloft och publicerades av Ubisoft. Det lanserades i USA 5 februari 2008. Spelet har två nya städer, Tyros och Aleppo. De tre ursprungliga städerna Jerusalem, Akko och Damaskus finns också med i spelet, men inte Masyaf.